# Kållered
Kållered er en forstad til Göteborg og ligger i Mölndals kommun. Den havde ca. 7.456 indbyggere i 2010 og ligger ved motorvej E6 der går mellem Malmö og Göteborg.
Byen er en del af storbysområdet Stor-Göteborg og ligger ca. 15 km fra Göteborg centrum.
I den nordvestlige del af Kållered ved motorvej E6 ligger varehuse som IKEA Göteborg Kållered, Coop, Willys, Rusta, Lager 157, Jula samt OKQ8.